# Мейми Ван Дорен
Мейми Ван Дорен (англ. Mamie Van Doren; род. 6 февраля 1931, Ровена, Южная Дакота) — американская актриса и секс-символ 1950-х.

## Биография

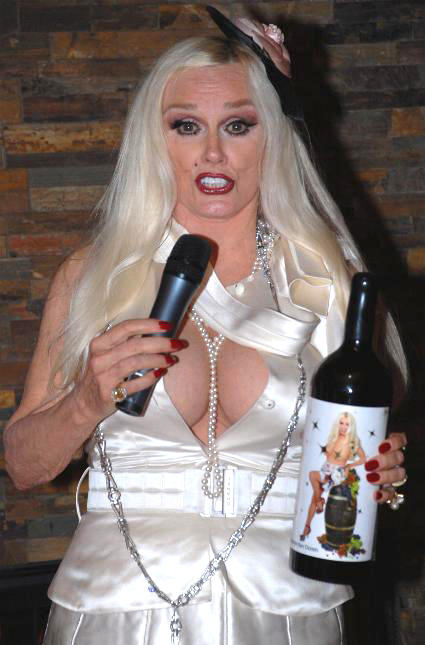
Мейми Ван Дорен в 76 лет в 2007 году

Мейми Ван Дорен, урождённая Джоан Люсиль Оландер (англ. Joan Lucill Olander, названа в честь актрисы Джоан Кроуфорд), родилась в небольшом городке Ровена в Южной Дакоте. Имеет шведские, немецкие и английские корни.
Ван Дорен начала свою карьеру, работая помощницей в театре «Пантэйджес» в Голливуде. За этим последовали первые небольшие работы на телевидении. В 1949 году, после того, как она стала победительницей в конкурсе «Мисс Палм Спринг», её заметил знаменитый продюсер Говард Хьюз, который предложил ей первые роли в кино.
Её дебютной работой стал фильм 1949 года «Реактивный пилот», в котором она появлялась всего на момент с одной единственной фразой: «Смотрите!». Но в результате показ фильма не состоялся, и на экраны он вышел лишь в 1957 году. В 1951 году Ван Дорен позировала для знаменитого эротического художника Альберта Варгеса, и уже в июле её изображение было на обложке журнала «Esquire».
Позже она переехала в Нью-Йорк, где участвовала в шоу-герлз в ночном клубе. Вскоре её заметил один из директоров по кастингу «Universal Studios» и в 1953 году она подписала контракт с этой компанией. Студия имела на неё большие планы, надеясь, что она принесёт им тот же успех, какой принесла Мэрилин Монро «20th Century Fox». Ван Дорен взяла себе псевдоним Мейми в честь первой леди США того времени Мейми Эйзенхауэр.

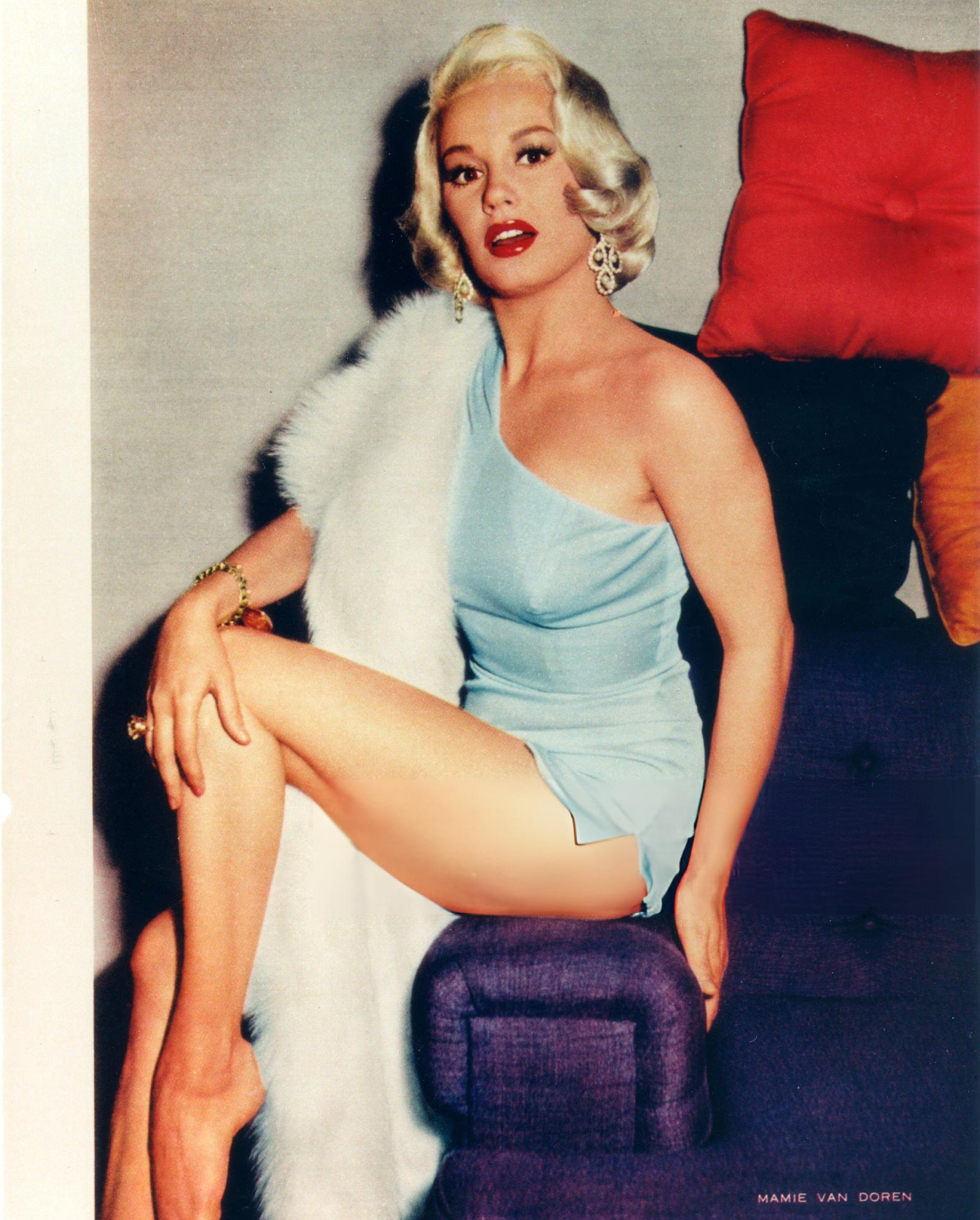
Мейми Ван Дорен в 1958 году

Вскоре Мейми достигла большого успеха, став одной из самых ярких секс-символов того времени, наряду с Мэрилин Монро и Джейн Мэнсфилд. Они втроём даже получили прозвище «Three M’s».
Ван Дорен пять раз была замужем: производитель спортивной одежды Джек Ньюман (1950), композитор и актёр Рэй Энтони (1955—1961), бейсбольный игрок Ли Майерс (1966—1967), бизнесмен Росс Макклинток (1972—1973) и актёр Томас Диксон (1979-по настоящее время).
За свой вклад в киноиндустрию Мейми Ван Дорен удостоена звезды на Голливудской аллее славы по Голливуд-бульвар 7057.

## Фильмография
- 1951 — Два билета на Бродвей
- 1953 — Запрещено — певица
- 1953 — Настоящий американец — Сьюзи Уард
- 1956 — Звезда в пыли — Эллен Беллард
- 1958 — Любимец учителя — Пэгги дэ Фор
- 1959 — Город женщин — Силвер Морган
- 1959 — Поколение ритма — Джорджия Алтера
- 1966 — Флот против ночных чудовищ — Нора Холл, медсестра
- 1968 — Путешествие на планету доисторических женщин — предводительница амазонок-венерианок Моана
- 1986 — Бесплатная поездка — Дэбби Стоквелл
- 2002 — Чуваки — миссис Ван Грааф